# ヒサゴ沼避難小屋
ヒサゴ沼避難小屋（ヒサゴぬまひなんごや）は、北海道新得町に存在する山小屋。大雪山系の化雲岳の南約2km、ヒサゴ沼湖畔に位置する。

## 概要
1982年（昭和57年）に建設された管理人が常駐していない無人の避難小屋。収容人数30人の宿泊棟とトイレからなる。利用者は隣接する野営場に持参したテントを設営して宿泊することが基本であり、小屋は悪天候時など緊急を要する際に避難するための位置づけとなっている。水場は、周囲の雪渓の雪解け水を使用する。
標高が高く気象条件も厳しいため、施設の老朽化が進行していた。2009年に発生したトムラウシ山遭難事故では、登山者らが事故死する前日にヒサゴ沼避難小屋に宿泊しており、トムラウシ山遭難事故調査報告書の中では、荒天時の小屋の中は雨漏りだらけで濡れた装備を乾かすこともできなかったことが記録されている。十勝総合振興局は、2019年の夏山シーズンに小屋の外壁を中心に改修工事を実施している。